# Danijela Rundqvist
Danijela Kristina Rundqvist (ur. 26 września 1984 w Sztokholmie) — szwedzka hokeistka grająca na pozycji napastnika, reprezentantka kraju, trzykrotna uczestniczka igrzysk olimpijskich.

## Kariera
Profesjonalną karierę rozpoczęła w 2001 w klubie Kälvesta Iof. W 2005 z AIK Solna wygrała klubowe mistrzostwa Europy. Ponadto gra w reprezentacji Szwecji, z którą zdobyła brązowy medal na igrzyskach w 2002 w Salt Lake City i srebrny cztery lata później w Turynie. W 2010 została wybrana jako 13. w drafcie kanadyjskiej ligi hokeja kobiet. Trafiła do Burlington Barracudas. W sezonie 2011/2012 grała w lidze rosyjskiej, w klubie Tornado. W 2012 mieszkała w Lugano i grała dla tamtejszego zespołu HC Lugano.

## Życie prywatne
Jeździ na łyżwach od piątego roku życia. Nauczył jej tego ojciec. Ma młodszą siostrę Sandrę i młodszego brata Alexandra.